# Thierry Tulasne
Pour les articles homonymes, voir Tulasne.
Thierry Tulasne, né le 12 juillet 1963 à Aix-les-Bains, est un joueur et entraîneur français de tennis. Il possède l'un des plus beaux palmarès français dans les catégories de jeunes, avec notamment un titre de champion du monde Junior en 1980. Après sa carrière de joueur, il devient entraineur et s'occupe essentiellement de joueurs français. 

## Carrière
Fils d'un professeur de tennis, Thierry Tulasne a commencé à jouer au Tennis-club de Tours, où il faisait partie d'un groupe de jeunes joueurs prometteurs comme Frédéric Watiez vainqueur du championnat de France minimes en 1975. Deux ans plus tard, il atteint les demi-finales de ce même tournoi, battu par Patrice Kuchna (Lille), malgré trois balles de match. Il est intégré l'année suivante à l'INSEP, en même temps que Henri Leconte, Jérôme Potier et Loïc Courteau. Sacré champion de France cadets en 1978, il remporte le Critérium en 1979 et accède à la première série.
En 1980, à 16 ans et demi, il bat Vitas Gerulaitis aux Internationaux d'Italie avant de décrocher le titre de champion du monde juniors, serti d'un titre du Grand Chelem, à Wimbledon, ce qui lui vaudra la même année le Prix François Lafon de l'Académie des sports comme meilleur espoir français de l'année.
Malgré des débuts aussi prometteurs, le lifteur tourangeau ne confirmera pas réellement au niveau supérieur, en raison d'un jeu à la fois limité et physiquement très exigeant. Il devra d'ailleurs mettre un terme à sa carrière prématurément, en raison d'une blessure à la hanche.
Il fut essentiellement un joueur de terre battue, surface sur laquelle il a remporté 4 de ses 5 titres sur le circuit professionnel. Sa plus belle victoire fut probablement le tournoi de Barcelone en 1985, avec une victoire en finale sur Mats Wilander en 5 sets. Il a atteint son meilleur classement mondial (10e) en 1986. Il finit les années 1985 et 1986 no 3 français derrière Yannick Noah no 1 et Henri Leconte.
En 1989, il joue la Hopman Cup aux côtés de Pascale Paradis.
Après avoir été joueur de Coupe Davis pendant près de dix ans aux côtés de Noah, Leconte et Forget, il fut entraîneur de l'équipe de France qui remporta la Coupe Davis en 2001 alors que Guy Forget en était le capitaine.
Pendant près de 30 ans, jusqu'en septembre 2022, il est entraîneur national à la FFT. Il a entraîné Gilles Simon, Richard Gasquet, Sébastien Grosjean, Nicolas Mahut, Michaël Llodra, Julien Varlet, Paul-Henri Mathieu, Rodolphe Gilbert, Laurent Lokoli, Calvin Hemery, Enzo Couacaud et Harold Mayot.

## Palmarès

### Titres en simple messieurs
| No | Date       | Nom et lieu du tournoi                | Catégorie | Dotation  | Surface         | Finaliste       | Score                   |          |
| -- | ---------- | ------------------------------------- | --------- | --------- | --------------- | --------------- | ----------------------- | -------- |
| 1  | 20-07-1981 | Swedish Open, Båstad                  |           | 75 000 $  | Terre (ext.)    | Anders Järryd   | 6-2, 6-3                |          |
| 2  | 10-06-1985 | Tournoi de tennis de Bologne, Bologne |           | 80 000 $  | Terre (ext.)    | Claudio Panatta | 6-2, 6-0                |          |
| 3  | 09-09-1985 | Tournoi de tennis de Sicile, Palerme  |           | 100 000 $ | Terre (ext.)    | Joakim Nyström  | 6-2, 6-0                |          |
| 4  | 23-09-1985 | Trofeo Conde de Godó, Barcelone       |           | 210 000 $ | Terre (ext.)    | Mats Wilander   | 0-6, 6-2, 3-6, 6-4, 6-0 |          |
| 5  | 10-03-1986 | Open de Lorraine, Metz                |           | 85 000 $  | Moquette (int.) | Broderick Dyke  | 6-4, 6-3                | Parcours |

### Finales en simple messieurs
| No | Date       | Nom et lieu du tournoi                         | Catégorie | Dotation  | Surface      | Vainqueur        | Score         |  |
| -- | ---------- | ---------------------------------------------- | --------- | --------- | ------------ | ---------------- | ------------- |  |
| 1  | 21-09-1981 | Grand Prix Passing Shot, Bordeaux              |           | 75 000 $  | Terre (ext.) | Andrés Gómez     | 7-6, 7-6, 6-1 |  |
| 2  | 07-03-1983 | Tournoi de tennis de Tunis, Tunis              |           | NC $      | Terre (ext.) | Henrik Sundström | 6-1, 6-4      |  |
| 3  | 26-03-1984 | Tournoi de tennis de Tunis, Tunis              |           | NC $      | Terre (ext.) | Henrik Sundström | 6-3, 6-4, 6-2 |  |
| 4  | 28-04-1986 | US Men's Clay Court Championship, Indianapolis |           | 300 000 $ | Terre (ext.) | Andrés Gómez     | 6-4, 7-6      |  |
| 5  | 28-07-1986 | Sovran Bank Classic, Washington                |           | 220 000 $ | Terre (ext.) | Karel Nováček    | 6-1, 7-6      |  |
| 6  | 08-09-1986 | Martini Open, Genève                           |           | 231 000 $ | Terre (ext.) | Henri Leconte    | 7-5, 6-3      |  |

## Parcours dans les tournois duGrand Chelem

### En simple
| Année | Open d'Australie | Open d'Australie | Internationaux de France | Internationaux de France | Wimbledon       | Wimbledon  | US Open         | US Open     | Open d'Australie | Open d'Australie |
| ----- | ---------------- | ---------------- | ------------------------ | ------------------------ | --------------- | ---------- | --------------- | ----------- | ---------------- | ---------------- |
| 1980  | n.o.             | n.o.             | 2e tour (1/32)           | E. Dibbs                 | —               | —          | 3e tour (1/16)  | I. Lendl    | 1er tour (1/32)  | S. Ball          |
| 1981  | n.o.             | n.o.             | 1/8 de finale            | B. Taróczy               | 1er tour (1/64) | R. Frawley | 1er tour (1/64) | D. Stockton | 2e tour (1/16)   | J. Alexander     |
| 1982  | n.o.             | n.o.             | 2e tour (1/32)           | I. Lendl                 | 2e tour (1/32)  | D. Gitlin  | 2e tour (1/32)  | H. Solomon  | —                | —                |
| 1983  | n.o.             | n.o.             | 2e tour (1/32)           | M. Hocevar               | —               | —          | 1er tour (1/64) | B. Drewett  | —                | —                |
| 1984  | n.o.             | n.o.             | 3e tour (1/16)           | M. Wilander              | —               | —          | 1er tour (1/64) | M. Dickson  | —                | —                |
| 1985  | n.o.             | n.o.             | 1er tour (1/64)          | M. Wilander              | —               | —          | 3e tour (1/16)  | J. Connors  | —                | —                |
| 1986  | n.o.             | n.o.             | 2e tour (1/32)           | C. Panatta               | —               | —          | 1er tour (1/64) | D. Pate     | n.o.             | n.o.             |
| 1987  | —                | —                | 3e tour (1/16)           | I. Lendl                 | —               | —          | 1er tour (1/64) | J. Brown    | n.o.             | n.o.             |
| 1988  | 1er tour (1/64)  | M. Oosting       | 3e tour (1/16)           | I. Lendl                 | —               | —          | 1er tour (1/64) | G. Forget   | n.o.             | n.o.             |
| 1989  | 1er tour (1/64)  | H. Moraing       | 1/8 de finale            | J. Berger                | —               | —          | —               | —           | n.o.             | n.o.             |
| 1990  | 1er tour (1/64)  | J. McEnroe       | 1er tour (1/64)          | J. Pugh                  | —               | —          | —               | —           | n.o.             | n.o.             |
| 1991  | —                | —                | 1er tour (1/64)          | J. Yzaga                 | —               | —          | —               | —           | n.o.             | n.o.             |

N.B. : à droite du résultat se trouve le nom de l'ultime adversaire.

### En double
| Année | Open d'Australie | Open d'Australie | Internationaux de France       | Internationaux de France | Wimbledon                     | Wimbledon              | US Open                     | US Open                | Open d'Australie | Open d'Australie |
| ----- | ---------------- | ---------------- | ------------------------------ | ------------------------ | ----------------------------- | ---------------------- | --------------------------- | ---------------------- | ---------------- | ---------------- |
| 1980  | n.o.             | n.o.             | 1er tour (1/32) J-L. Cotard    | T. Fukui P. Holl         | —                             | —                      | 2e tour (1/16) P. Dominguez | P. McNamara P. McNamee | —                | —                |
| 1981  | n.o.             | n.o.             | 1er tour (1/32) Roger-Vasselin | F. McNair H. Pfister     | 2e tour (1/16) Roger-Vasselin | F. McMillan B. Mottram | —                           | —                      | —                | —                |
| 1982  | n.o.             | n.o.             | 2e tour (1/16) J. Potier       | M. Edmondson B. Manson   | —                             | —                      | —                           | —                      | —                | —                |
| 1983  | n.o.             | n.o.             | —                              | —                        | —                             | —                      | —                           | —                      | —                | —                |
| 1984  | n.o.             | n.o.             | 1er tour (1/32) T. Benhabiles  | S. Stewart M. Edmondson  | —                             | —                      | —                           | —                      | —                | —                |
| 1985  | n.o.             | n.o.             | 1er tour (1/32) J. Potier      | G. Barbosa I. Kley       | —                             | —                      | —                           | —                      | —                | —                |
| 1986  | n.o.             | n.o.             | 1er tour (1/32) É. Winogradsky | J. Kriek J. Lloyd        | —                             | —                      | 1er tour (1/32) L. Bourne   | C. Kirmayr C. Motta    | n.o.             | n.o.             |
| 1987  | —                | —                | 1er tour (1/32) T. Pham        | R. Baxter P. Chamberlin  | —                             | —                      | —                           | —                      | n.o.             | n.o.             |
| 1988  | —                | —                | 1er tour (1/32) T. Champion    | O. Delaitre S. Grenier   | —                             | —                      | —                           | —                      | n.o.             | n.o.             |
| 1989  | —                | —                | 1/8 de finale J. Potier        | S. Casal J. Sánchez      | —                             | —                      | —                           | —                      | n.o.             | n.o.             |
| 1990  | —                | —                | 1er tour (1/32) J. Potier      | A. Mronz Van Emburgh     | —                             | —                      | —                           | —                      | n.o.             | n.o.             |

N.B. : le nom du ou de la partenaire se trouve sous le résultat ; le nom des ultimes adversaires se trouve à droite.

## Coupe Davis
- Il joue pour la première fois en Coupe Davis en 1981, à 18 ans, et réussit l'unique triple 6-0 de l'histoire du Groupe Mondial lors de la rencontre de barrage contre le Japon en battant Shinichi Sakamoto (il a infligé 50 autres 6-0 dans sa carrière). Il a participé ensuite à de nombreuses rencontres jusqu'en 1988. En octobre 1982, il a participé à la victoire de la France en demi-finale contre la Nouvelle-Zélande.

- Il faisait également partie avec Henri Leconte de l'équipe de France qui remporta la World Team Cup à Düsseldorf en 1986.

## Victoires sur le top 10
- Roland Garros 1989 Miloslav Mečíř no 10
- Rome 1988 Boris Becker no 6
- Indian Wells 1987 Henri Leconte no 7
- La Quinta 1986 Mats Wilander no 3
- Barcelone 1985 Anders Järryd no 7
- Barcelone 1985 Mats Wilander no 3
- Palerme 1985 Joakim Nyström no 9
- Rome 1982 José Luis Clerc no 4
- Rome 1980 Vitas Gerulaitis no 4

## Classement ATP

### En simple
- Il atteint le 10e rang mondial pendant une semaine, le 4 août 1986. Il fait partie du « top 20 » de mars 1986 à février 1987.
- no 2 français en 1983 et 1984.

| Année | 1982 | 1983 | 1984 | 1985 | 1986 | 1987 | 1988 | 1989 | 1990 | 1991 |
| Rang  | 98   | 83   | 54   | 23   | 20   | 57   | 75   | 127  | 158  | 374  |

### En double
| Année | 1982 | 1983 | 1984 | 1985 | 1986 | 1987 | 1988 | 1989 | 1990 |
| Rang  | 324  | 672  | 678  | 172  | 260  | 429  | 365  | 205  | 464  |

## Vie privée
Thierry Tulasne est marié à Nathalie et est père de deux garçons, prénommés Thomas et Rémy.
Il est le petit-neveu de Jean Tulasne.